# Cerro Azul (Chile)
Der Cerro Azul (spanisch für „blauer Hügel“, daneben auch Quizapú) ist ein 3788 m hoher Schichtvulkan in der Región del Maule in Chile. Der nach Norden hin offene Gipfelkrater hat einen Durchmesser von 500 Metern. Der Vulkan gehört zum Descabezado Grande-Cerro Azul-Vulkansystem.

## Name
Der Name Quizapú wurde von Max Junge gegeben. Auf die Frage nach dem Namen jenes Berges erhielt er von den Einheimischen die Antwort „quiza-pu“ (volkstümlich für „quien sabe, pues“, auf Deutsch: „wer weiß das schon“).

## Vulkanismus
Abgesehen vom Hauptkrater gibt es einige andere, darunter die folgenden Schlackenkrater: Die La Resoloma Craters befinden sich unterhalb der Westflanke und die zwei als Los Hornitos bezeichneten an der unteren Südflanke des Stratovulkans.
Beim Ausbruch 1846 entstand an der Nordflanke des Vulkans der Aschekegel Quizapu. Diese erste Eruption war vorwiegend effusiv und produzierte dazitische Laven. Sie ergossen sich nach Osten in das Estero Barroso Tal und nach Westen in das Tal des Flusses Río Blanquillo. Beim selben Krater ereignete sich allerdings 1932 auch eine der mächtigsten explosiven Eruptionen des 20. Jahrhunderts, als der Aschekegel sich zu einem Krater mit 600 bis 700 Metern Durchmesser und einer Tiefe von 150 Metern ausweitete. Im Verlaufe dieses Ausbruchs wurden 9,5 Kubikkilometer Asche ausgestoßen.
Weitere Ausbrüche des Vulkans: 26. November 1846 (Ausstoß von 5 Kubikkilometer Lava), 1906, 28. Juli 1907, Februar 1912, 8. September 1914, 1916 bis 21. April 1932, 1933 bis 1938, April 1949, 9. August 1967.

## Weblink
- Cerro Azul im Global Volcanism Program der Smithsonian Institution (englisch)